# Ernst Eklund
Ernst Eklund, né le 6 août 1882 à Östervåla, mort le 3 août 1971 à Stockholm, est un acteur suédois.

## Filmographie partielle
- 1914 : La Grève (Strejken) de Victor Sjöström
- 1935 : Under falsk flagg de Gustaf Molander
- 1938 : Milly, Maria och jag d'Emanuel Gregers et Eric Malmberg
- 1939 : Ombyte förnöjer de Gustaf Molander
- 1941 : Den ljusnande framtid de Gustaf Molander
- 1946 : Crise d'Ingmar Bergman
- 1954 : Seger i mörker de Gösta Folke